# 中浜郵便局
中浜郵便局（なかはまゆうびんきょく）
- 京都府京丹後市にある郵便局。本記事にて記述する。

中浜簡易郵便局（なかはまかんいゆうびんきょく）
- 宮城県亘理郡山元町にある簡易郵便局。局番号は81774。

中浜郵便局（なかはまゆうびんきょく）は、京都府京丹後市丹後町久僧にある郵便局。民営化前の分類では無集配特定郵便局であった。

## 概要
住所：〒627-0242 京都府京丹後市丹後町久僧717-3
近畿地方最北端（北緯35度45分31秒）の郵便局である。

## 沿革
- 1878年（明治11年）1月16日 - 平村郵便局（五等郵便局）として開設[2]。
- 1885年（明治18年）10月1日 - 貯金取扱を開始。
- 1897年（明治30年）5月1日 - 為替取扱を開始。
- 1901年（明治34年）2月1日 - 中浜郵便局に改称。
- 1970年（昭和45年）12月4日 - 電話交換業務を丹後町電報電話局に移管。同日、平郵便局[3]から和文電報配達業務を移管[4]。
- 1972年（昭和47年）6月26日 - 竹野郡丹後町中浜から丹後町久僧の新局舎に移転。
- 1989年（平成元年）7月10日 - 集配業務を丹後郵便局（同日、間人郵便局より改称）に移管。
- 2007年（平成19年）10月1日 - 民営化。
- 2012年（平成24年）10月1日 - 日本郵便株式会社発足。

## 取扱内容
- 郵便、印紙、ゆうパック、内容証明
- 貯金、為替、振替、振込、国債
- 生命保険、バイク自賠責保険
- 地方公共団体事務（京丹後市戸籍の謄抄本など公的証明書の交付）
- ゆうちょ銀行ATM

## 周辺
- 京丹後市立宇川中学校
- 京丹後市立宇川小学校
- 宇川温泉
- 丹後松島
- 中浜海水浴場
- 航空自衛隊 経ヶ岬分屯基地
- 経ヶ岬
  - 経ヶ岬灯台

## アクセス
- 丹海バス 中浜停留所下車
- 国道178号沿い
- 駐車場あり：1台